# Aneides lugubris
Aneides lugubris là một loài kỳ giông ăn côn trùng. Đây là loài bản địa California và Baja California, cư ngụ trong rừng sồi và sung, cũng như trong chaparral.

## Mô tả
Aneides lugubris dài 6,5–10 cm (2,6–3,9 in) từ mõm tới huyệt, với màu tím-nâu suôn, có khi có đốm vàng trên mặt lưng. Đuôi chúng linh hoạt, có thể cầm nắm. Con non tối màu, thường màu xám và có đốm vàng trên lưng. Con đực có thể được nhận ra nhờ cái đầu tam giác rộng, răng của chìa ra khỏi môi dưới.
Chúng trèo cây giỏi và khó bị bắt. Chúng sống về đêm, dành ban ngày và lúc nóng nực trong hốc cây, thường là cùng đồng loại cùng loài. Con trưởng thành có cú cắn mạnh. Con non nở ra từ trứng được đẻ và canh giữ trong hang. Kích thước lúc mới nở là 24 mm mõm tới huyệt, độ tuổi trưởng thành là hơn hai tuổi rưỡi.

## Hình ảnh

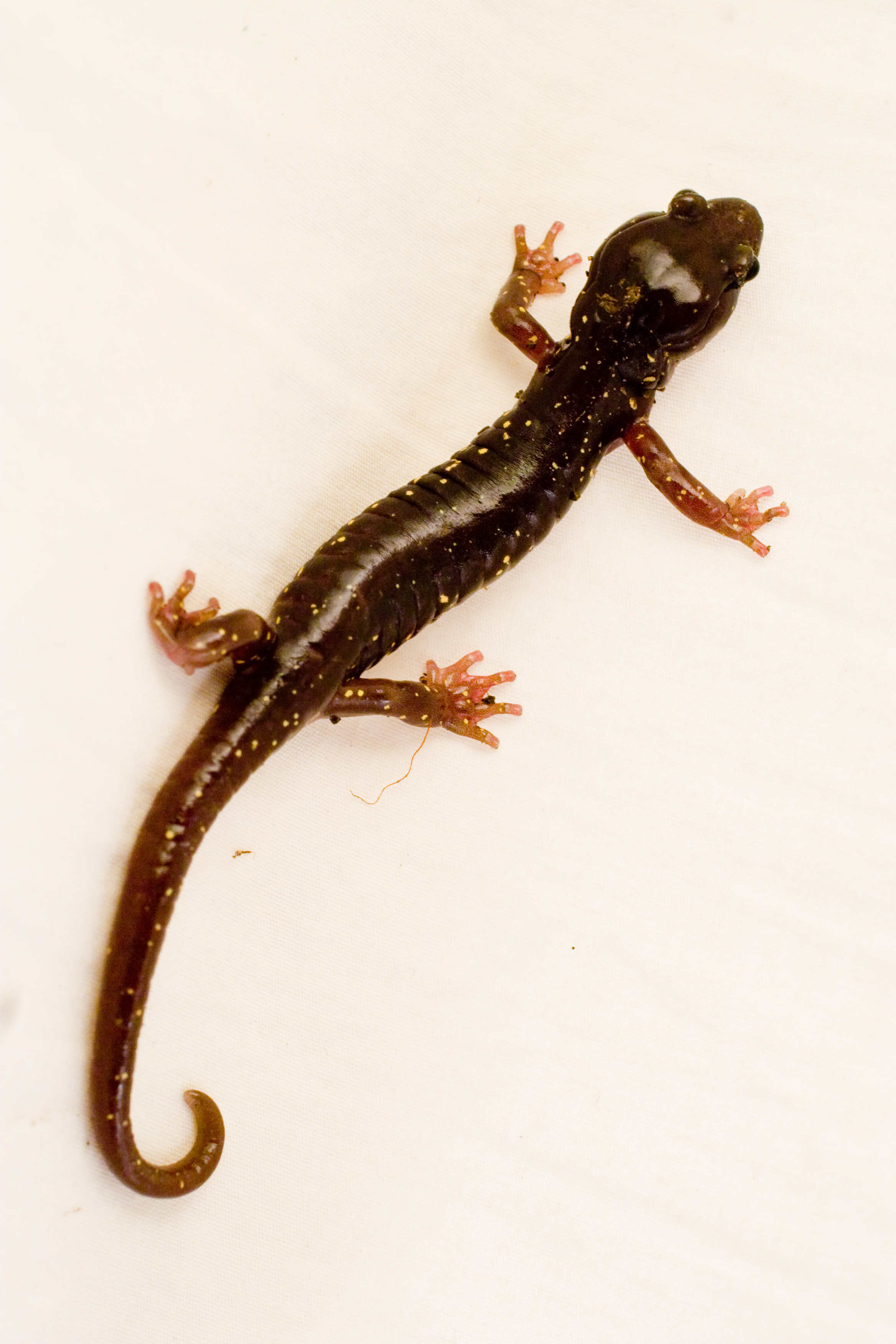
Con trưởng thành
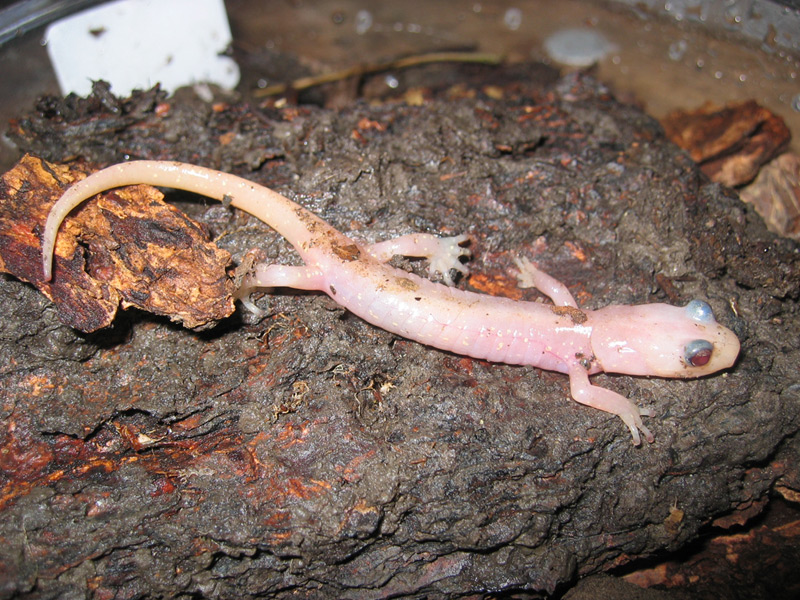
Cá thể bạch tạng ở Lafayette, California